# 熊自誠
熊自誠（1365年—？），字自誠，江西撫州府臨川縣三十五都人，明朝政治人物。進士出身。

## 生平
江西鄉試十六名。永樂十年（1412年）壬辰科會試，得貢士會試八十二名，殿試登進士第三甲第四十三名。

## 家族
曾祖熊懋。祖父熊遷。父亲熊伯常。